# Arsen Alahverdiev
Arsen Alahverdiev (n. 24 ianuarie 1949, Magaramkent⁠(d), RSFS Rusă, URSS) este un luptător sovietic, medaliat olimpic. A participat la o ediție a Jocurilor Olimpice (1972) în care a câștigat o medalie de argint.

## Participări
Lista de mai jos prezintă principalele competiții la care a participat Arsen Alahverdiev de-a lungul carierei.
- wrestling at the 1972 Summer Olympics – men's freestyle 52 kg[*]